# منطقه الحسکه
منطقه الحسکه (به عربی: منطقة مرکز الحسکة) یک منطقه در سوریه است که در استان حسکه واقع شده‌است. منطقه الحسکه ۴۸۰٬۳۹۴ نفر جمعیت دارد.